# CCL4
CCL4‏ (C-C motif chemokine ligand 4 like 1) هوَ بروتين يُشَفر بواسطة جين CCL4 في الإنسان.